# Palais Maffei (Vérone)
Pour les articles homonymes, voir Maffei.
Le palais Maffei est un palais historique de Vérone, au nord de l'Italie, sur le côté nord-ouest de la célèbre Piazza delle Erbe.

## Histoire
Un bâtiment existait à l'emplacement actuel au XVe siècle, mais le 20 décembre 1469, le noble Marcantonio Maffei a décidé de l'étendre par l'ajout d'un troisième étage. Les travaux de construction n'ont pris fin qu'en 1668.
Mis en vente par la famille Maffei en 1826, le bâtiment a ensuite connu de nombreux changements de propriétaire. Enfin, le 15 février 2020, après quelques travaux de restauration, un parcours d'exposition des œuvres de l'entrepreneur et collectionneur véronais Luigi Carlon a été ouvert au public pour la première fois. le musée du Palais Maffei (it) propose un parcours d'une vingtaine de salles dans lesquelles sont exposées plus de 350 œuvres, principalement des peintures, mais aussi des sculptures, des dessins et des objets d'art appliqué. La première partie du parcours, qui traverse les salles décorées de fresques donnant sur la Piazza Erbe, recrée l'atmosphère d'une résidence privée, avec des éléments d'art ancien dialoguant avec des éléments modernes, tandis que la seconde partie a été aménagée comme une galerie de musée et présente des œuvres du XXe siècle et des œuvres contemporaines. Les œuvres comprennent celles d'artistes célèbres tels que Umberto Boccioni, Giacomo Balla, Gino Severini, Pablo Picasso, Giorgio de Chirico, Felice Casorati, Giorgio Morandi, René Magritte, Max Ernst, Marcel Duchamp, Afro Basaldella, Emilio Vedova, Lucio Fontana, Alberto Burri, Tancredi Parmeggiani, Gino De Dominicis et Piero Manzoni,.

## Description
La façade du palais est de style Baroque. Elle commence à un niveau légèrement supérieur à celui de la place : en dessous on peut voir les vestiges de l'antique Capitole romain, où la Piazza delle Erbe, plus tard, a été construite.
Le premier étage comporte cinq arcades. Sur chaque arcade une fenêtre avec un élégant balcon est placé, séparé par des demi-colonnes Ioniques décorées par de grands masques.
Le troisième étage est dans le même style que le deuxième, mais avec de petites fenêtres et de faux encadrements de colonnes. Le haut de la façade est conçue comme une balustrade avec six statues de divinités : Hercule, Jupiter, Vénus, Mercure, Apollon et Minerve. Ces derniers sont découpés dans du marbre local, à l'exception d'Hercule, qui est censé venir d'un ancien temple situé sur la colline romaine du Capitole.
L'intérieur du palais comporte un étrange escalier hélicoïdal en pierre qui mène des souterrains jusqu'au toit.

## Images

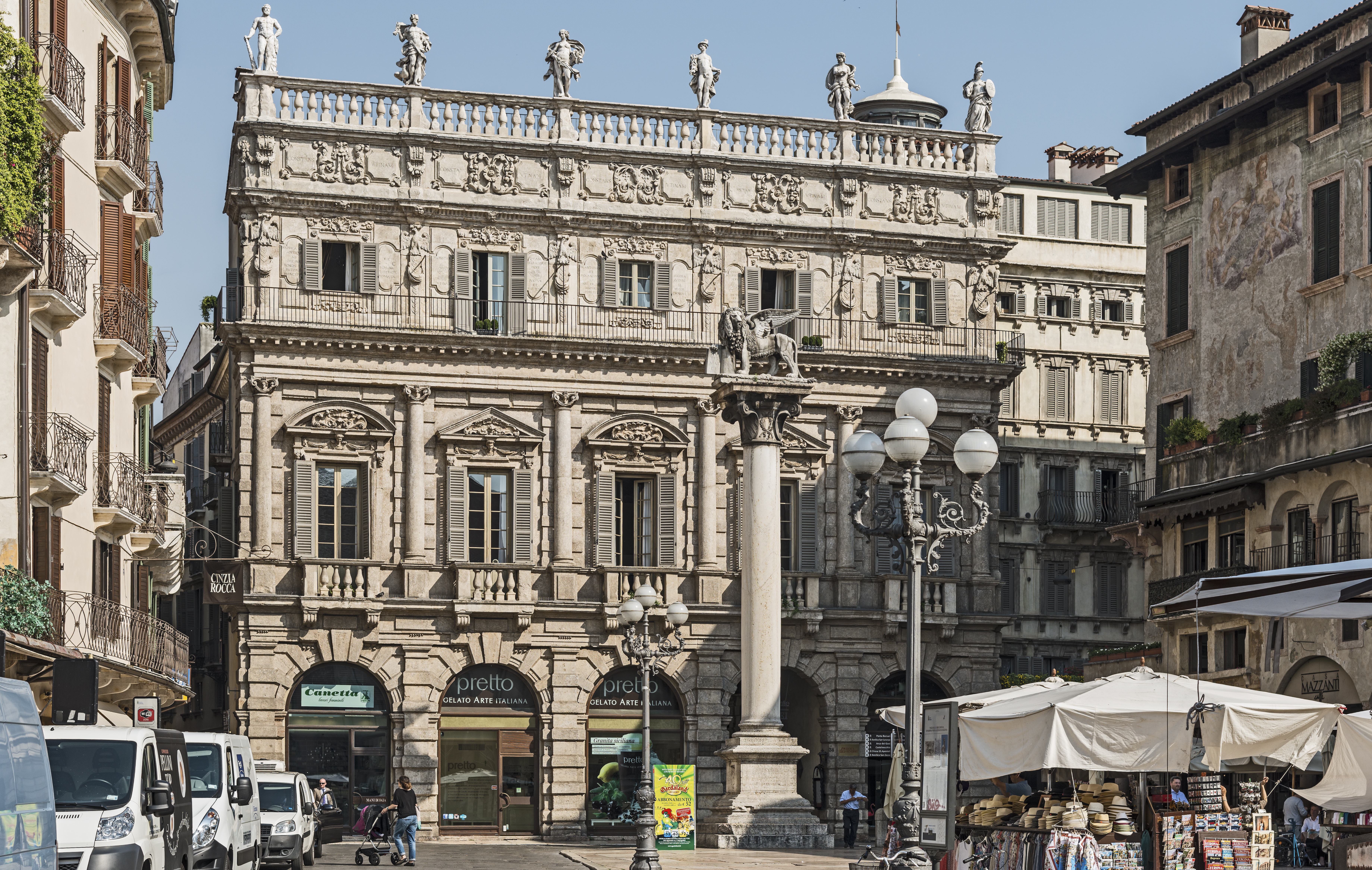
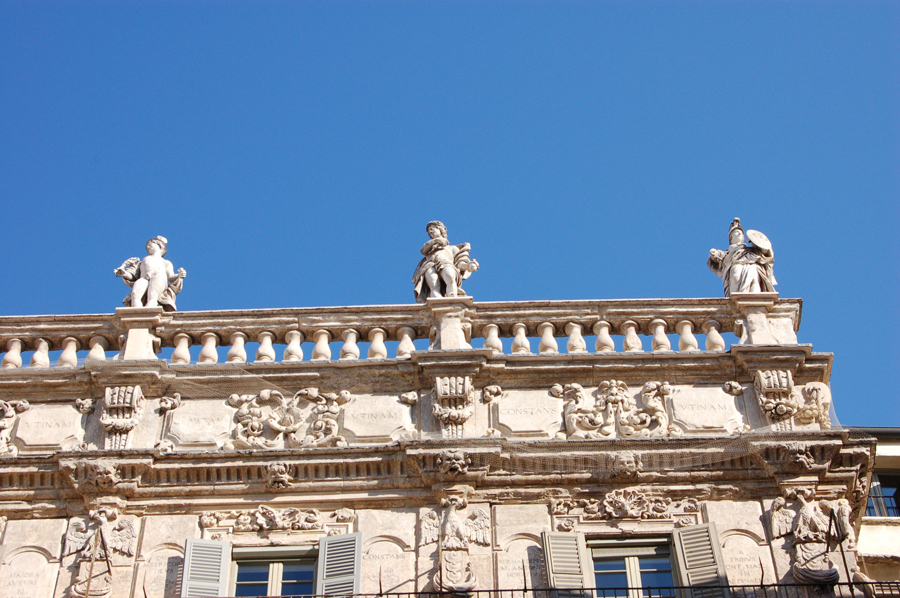
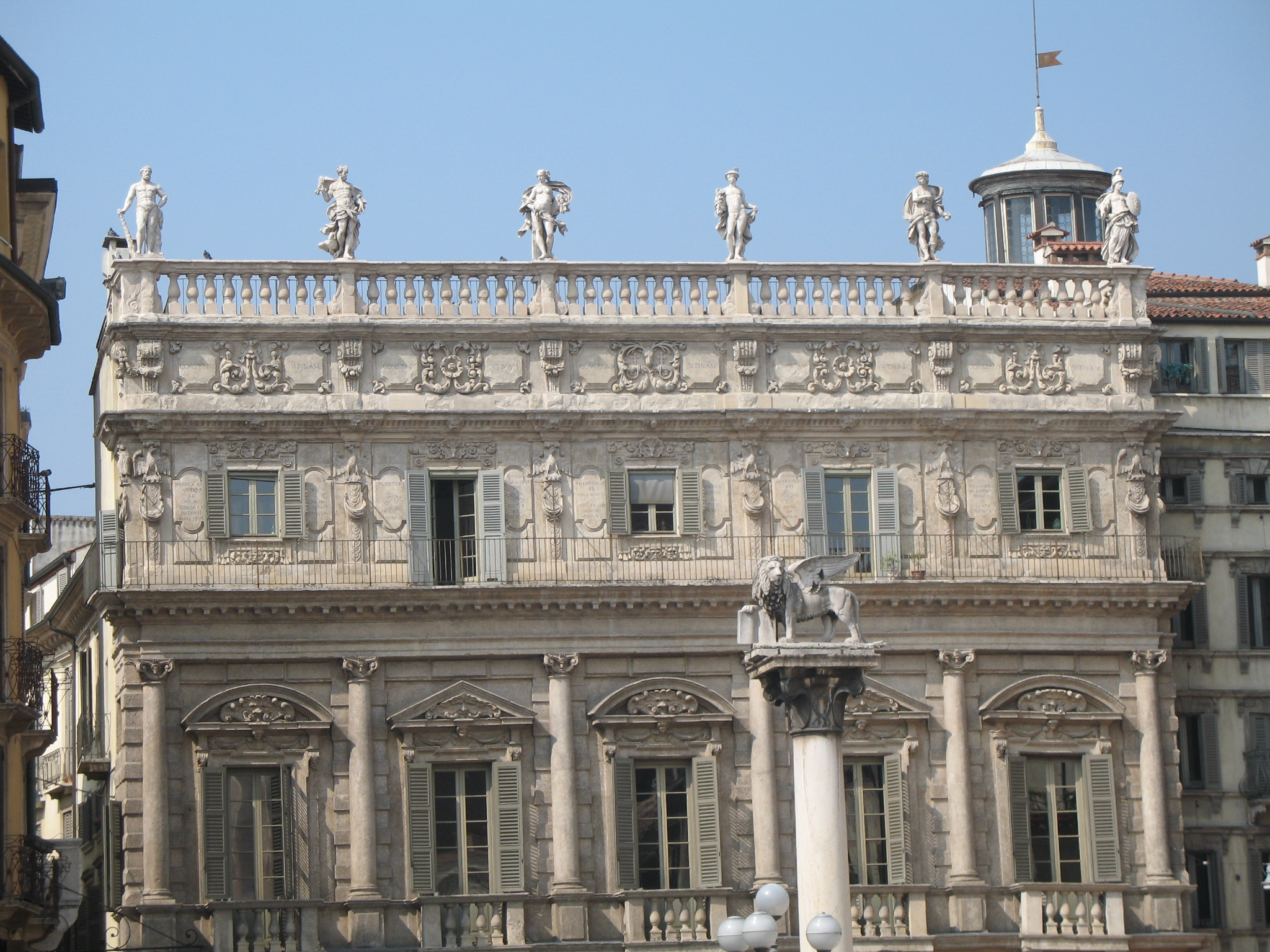

## Sources
- T. Lenotti, Palazzi di Verona, Vérone, Vita veronese, 1964